# 鍵 (機械)

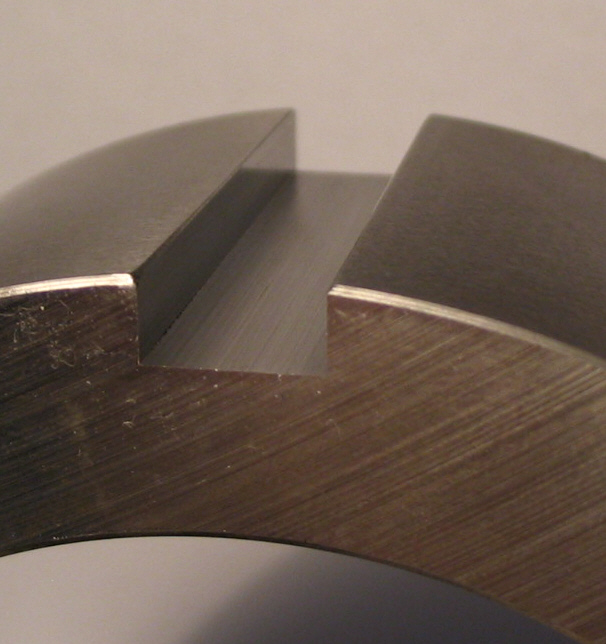
旋轉件上的键座

鍵（key）是机械工程中的一個构件，可以連接旋轉機械的元件以及传动轴，讓兩者可以依相同的轉速，可以傳遞力矩。若元件和軸要用鍵連接，旋轉元件和軸上需要有鍵槽（keyway）及键座（keyseat），分別是符合鍵大小的槽及固定位，軸上安裝旋轉元件後，對位後再安裝鍵。整個系統稱為键接合（keyed joint）。键接合允許兩元件之間有延著軸向的相對移動。
常用用鍵固定的元件包括齿轮、滑轮及联轴器等。

## 分類
鍵主要可以分為五種：埋頭鍵（sunk key）、鞍形鍵（saddle key）、切向鍵（tangent key）、圓鍵（round key）、花键（spline key）。

### 埋頭鍵
埋頭鍵可以分為以下幾種：平行鍵（parallel key）、錐形鍵（Tapered keys）、彎頭键（gib-head key）、滑键（feather key）及半圓鍵（Woodruff key）。

#### 平行鍵

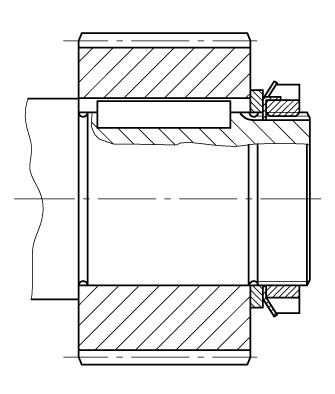
平行鍵的剖面圖

平行鍵是最常用的鍵，截面是長方形或是方形。較小的軸會使用方鍵，長方鍵則用在軸直徑超過6.5英寸（170 mm）或是軸轂壁深度可能不足的情形，平行鍵一般會配合固定螺絲，讓鍵定位。平行鍵的鍵槽有一部份在軸上，另一部份在配合件上。

#### 半圓鍵

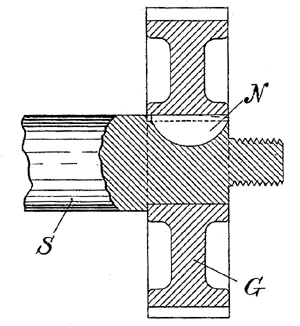
半圓鍵的剖面圖

半圓鍵（Woodruff keys）是半圓形，部份會安裝在弓形的鍵槽，其餘的部份會裝在配合件上的長形鍵槽內。弓形部份可以直接用圓形半圓銑刀切割，無需退刀槽。半圓鍵的優點不用在軸肩進行銑削加工（銑削加工會造成應力集中，也會影響軸和配合件的同心。半圓鍵常用在工具機、汽車應用、除雪機及船舶的螺旋槳
半圓鍵（Woodruff keys）是康州的William N. Woodruff在1888年發明的，因為其發明，富蘭克林研究所授與John Scott Medal。

#### 錐形鍵
錐形鍵在靠配合件的一端有斜度。配合件的鍵槽會有配合錐形鍵的斜度。有些錐形鍵有彎頭（gib），方便拆裝時將鍵移出。錐形的好處是可以固定鍵，而且在沒有固定螺絲的情形下可以緊密的固定軸和配合件。不過錐形鍵可能會讓軸和配合件的圓心略為偏離。

### 鞍形鍵
鞍形鍵（saddle key）一般是放在傳動件（例如軸）上。鞍形鍵的強度比平行鍵要低。

### 花鍵
花鍵在軸轂有數個對應的鍵槽，可傳送較高的功率。

### 文獻
- Leonard, W. S. (1908). Machine-shop tools and methods. (7th ed., pp. 39–42). New York: John Wiley & sons, inc.

## 外部連結
- Standard Metric Keys & Keyways （页面存档备份，存于）
- ASME recommended key sizes for inch based units （页面存档备份，存于）
- What is keyseating? （页面存档备份，存于）
- Key joint article from the 1979 苏联大百科全书. （页面存档备份，存于）
- Drawing and standard dimensions of keys Gardette （页面存档备份，存于）